# Phường 12 (Vũng Tàu)
Phường 12 is een phường in de stad Vũng Tàu, in de Vietnamese provincie Bà Rịa-Vũng Tàu.